# ダムド・ファイル
『ダムド・ファイル』は、2003年に名古屋テレビが制作したホラー特撮テレビドラマ。
30分で1話完結の3シーズン全30話と90分スペシャル版全1話から成る計31話は、各話によって出演者が異なるオムニバス方式となっており、名古屋を中心にした東海地方の心霊スポットや心霊話が元となっている。
名古屋テレビで毎週金曜日の23時25分-23時55分に本放送されたほか、朝日放送などテレビ朝日系列各局では名古屋テレビから番組販売される形で放送されていた。後にはエンタメ〜テレ（スカパー720ch）でも放送されていたほか、遅れネットのテレビ朝日ではシーズンIが2003年10月2日から12月18日まで毎週木曜日26時12分から26時42分に、シーズンIIが2004年1月17日から3月13日まで、シーズンIIIが2004年3月20日から4月24日まで、それぞれ毎週土曜日26時40分から27時10分に放送枠を設けていた。
本放送終了後の2004年には3シーズン全30話がDVD-BOX全2集、90分スペシャル版全1話がDVD単品としてそれぞれ発売されたほか、2012年から計31話がニコニコチャンネルで有料配信されていたが後に終了しており、2023年現在はエイガ・ドット・コムのホラー専門チャンネル「オソレゾーン」にて有料配信中。

## スタッフ
- ゼネラル・プロデューサー：仙頭武則
- 監督：万田邦敏、七字幸久、浜本正機、冨塚博司、萩生田宏治
- 脚本：井川耕一郎、大久保智康、武上純希、万田邦敏、井土紀州、谷村典子、七字幸久、深沢正樹
- 音楽：長嶌寛幸
- オープニングタイトル演出：三池崇史（シーズンI - III）、岡田昌登（シーズンIIIのみ）

## 放送リスト

### シーズンI
| 放送日       | file No. | サブタイトル            | 脚本       | 監督     | 出演者                                   | 人気投票 |
| ------------ | -------- | ----------------------- | ---------- | -------- | ---------------------------------------- | -------- |
| 2003年7月4日 | 0001     | テレビ局 中区           | 万田邦敏   | 万田邦敏 | 山口香緒里、近藤芳正                     | 第2位    |
| 7月11日      | 0002     | 伊勢神トンネル 足助町   | 井川耕一郎 | 万田邦敏 | 清水宏                                   | 第7位    |
| 7月25日      | 0003     | カラオケボックス 千種区 | 井川耕一郎 | 万田邦敏 | 豊原功補                                 | 第5位    |
| 8月1日       | 0004     | 終の家 瑞穂区           | 大久保智康 | 万田邦敏 | 岩橋道子、川合伸旺                       |          |
| 8月8日       | 0005     | 少年 南区               | 井川耕一郎 | 万田邦敏 | 相島一之、小松みゆき                     |          |
| 8月15日      | 0006     | 墓地 千種区             | 大久保智康 | 浜本正機 | 草村礼子、伊吹康太郎                     |          |
| 8月22日      | 0007     | 埠頭 港区               | 井川耕一郎 | 浜本正機 | 吉満涼太、川嶋朋子、三谷昇、並樹史朗     |          |
| 8月29日      | 0008     | 学校 熱田区             | 谷村典子   | 浜本正機 | 草野康太、田山涼成                       |          |
| 9月5日       | 0009     | マンション 千種区       | 大久保智康 | 七字幸久 | 粟田麗、伊藤智恵理                       | 第11位   |
| 9月12日      | 0010     | ラブホテル 一宮市       | 井川耕一郎 | 七字幸久 | 梅宮万紗子、中上雅巳、大河内浩、田中要次 |          |
| 9月19日      | 0011     | 東谷山 守山区           | 深沢正樹   | 七字幸久 | 野波麻帆                                 |          |
|              | 0012     | 病院 名東区             | 七字幸久   | 七字幸久 | 春木みさよ、銀粉蝶                       | 第3位    |

### シーズンII
| 放送日         | file No. | サブタイトル            | 脚本       | 監督       | 出演者                                                   | 人気投票 |
| -------------- | -------- | ----------------------- | ---------- | ---------- | -------------------------------------------------------- | -------- |
| 2003年10月24日 | 0013     | テレビ局（第二章） 中区 | 万田邦敏   | 冨塚博司   | 高杉瑞穂、佐戸井けん太、中島ゆたか                       | 第10位   |
| 10月31日       | 0014     | うなぎ 海部郡           | 大久保智康 | 冨塚博司   | ベンガル、温水洋一                                       | 第9位    |
| 11月7日        | 0015     | 旅館 加茂郡             | 谷村典子   | 冨塚博司   | 菊池均也、嘉門洋子、渋谷琴乃                             |          |
| 11月14日       | 0016     | 監視カメラ 東海市       | 武上純希   | 冨塚博司   | 川岡大次郎、織本順吉                                     | 第4位    |
| 11月21日       | 0017     | ある池の話 豊橋市       | 井土紀州   | 萩生田宏治 | 唯野未歩子                                               |          |
| 11月28日       | 0018     | 霊の通り道 昭和区       | 武上純希   | 萩生田宏治 | 戸田昌宏、夏生ゆうな、中島ひろ子                         |          |
| 12月5日        | 0019     | 人形 常滑市             | 大久保智康 | 萩生田宏治 | 秋桜子                                                   |          |
| 12月12日       | 0020     | もうひとりの友人 渥美郡 | 井土紀州   | 萩生田宏治 | 小嶺麗奈、石橋けい、風祭ゆき、西島秀俊                   |          |
| 12月19日       | 0021     | 招待状 天白区           | 武上純希   | 万田邦敏   | 内田朝陽、清水美那、安藤希、黒田勇樹、倉貫匡弘、中丸新将 |          |

### シーズンIII
| 放送日       | file No. | サブタイトル            | 脚本       | 監督     | 出演者                                               | 人気投票 |
| ------------ | -------- | ----------------------- | ---------- | -------- | ---------------------------------------------------- | -------- |
| 2004年1月9日 | 0022     | 鏡 多治見市             | 大久保智康 | 万田邦敏 | 藤間宇宙、内山眞人、永岡佑、筒井万央、小林裕子       | 第6位    |
|              | 0023     | 映画館 中村区           | 井川耕一郎 | 万田邦敏 | 蓉崇、時任歩、マリア・ブラブツォバ、大森南朋、山本裕 |          |
|              | 0024     | マフラー 四日市市       | 井土紀州   | 万田邦敏 | 森脇英理子、芦名星、川端竜太                         |          |
|              | 0025     | 幽霊団地 西区           | 七字幸久   | 七字幸久 | 悠城早矢、谷口響子、小堀陽貴、山下容莉枝、松澤一之   | 第1位    |
|              | 0026     | 着物 東区               | 大久保智康 | 七字幸久 | 中村久美、橋本甜歌、遠山俊也、星野晶子               |          |
|              | 0027     | バレンタインデー 中区   | 井川耕一郎 | 七字幸久 | 斉藤陽一郎、朝岡実嶺、中村ゆり、松重豊               |          |
|              | 0028     | 黒い絵 豊田市           | 武上純希   | 七字幸久 | 大高洋夫、宮崎彩子、高木優希、佐藤和也               |          |
|              | 0029     | 池 犬山市               | 大久保智康 | 万田邦敏 | 比留間由哲、橋本真実、本郷弦                         |          |
|              | 0030     | テレビ局（第三章） 中区 | 井川耕一郎 | 万田邦敏 | 田中実、菅田俊、松井早生、中島ゆたか                 |          |

またこの他「地球の想い出」が製作され、試写会も実施されたが、放映は見送られている。

### another episode
file No.0000 あのトンネル
2003年10月17日に放送された90分スペシャル版。出演は野村宏伸、南野陽子、下川辰平、脚本は井川耕一郎・万田邦敏、監督は万田邦敏。人気投票では第8位を獲得した。2004年5月20日には、『The Tunnel』というタイトルでカンヌ国際映画祭にも出品された。なお、DVD化の際には『ダムド・ファイル 〜エピソード・ゼロ〜』と改題されている。
後年にはCSのホームドラマチャンネルでたびたび放送されている。

## 小説・漫画
- ダムド・ファイル リスト - 3シーズン全30話から選りすぐってノベライズした短篇集[1]。著：加藤一、万田邦敏、大久保智康、武上純希 / 発行：角川書店 / ISBN 4-048-73506-3
- ダムド・ファイル「あのトンネル」 - 90分スペシャル版をノベライズ[1]。著：斉木晴子、井川耕一郎、万田邦敏 / 発行：角川ホラー文庫 / ISBN 4-044-39603-5
- あなたが体験した怖い話 ダムド・ファイル - コンビニコミックとして2008年発行。「テレビ局」3部作と「招待状」「学校」を収録。漫画：木ノ花さくや / 作画協力：すねやかずみ / 発行：ぶんか社 / ISBN 978-4-8211-8576-4